# Hilda Petrini
Hilda Petrini   (Estocolm, 9 d'octubre de 1838 - Katarina församling, 30 de gener de 1895), nom complet Hilda Catharina Petrini, fou una rellotgera sueca. Se l'ha reconeguda com la primera dona mestra de mecànica del seu país.
Hilda Petrini pertanyia a una vella família de comerciants d'origen italià a Estocolm. Durant la seva joventut, Petrini va ser hàbil nedadora i durant un temps va assistir a Nancy Edberg durant les lliçons de natació per Lluïsa dels Països Baixos i Lluïsa de Suècia. El 1858, Petrini va ser acceptada com a estudiant i mecànica sota el mestratge del fabricant de rellotges cronòmetre Söderberg. Va fer el seu aprenentatge amb bon resultat i va ser durant un temps l'assistent de la fàbrica de Söderberg. Se li va oferir un lloc a l'Observatori Reial de Greenwich, però els seus pares no volien que es traslladés tan lluny.
El 1862, Hilda Petrini va sol·licitar una llicència per establir la seva pròpia fàbrica de rellotges a Estocolm. Presentà la seva sol·licitud a l'associació d'artesans (coneguda com a gremi) d'acord amb el Fabriks och Handtwerksordning. La seva sol·licitud era polèmica pel gremi de la ciutat: no a causa del seu gènere, sinó a causa del seu gènere combinat amb el seu estat civil, mentre el gremi normalment només emetia llicències a vídues, no ho feia a solteres, tot i que no hi havia cap llei per prohibir-ho. Se li va negar la llicència, formalment degut a la seva edat. En canvi, la seva mare, llavors vídeus, va sol·licitar la llicència i li van concedir directament. Hilda Petrini obrí la seva pròpia fàbrica de rellotges amb la llicència de la seva mare. Va tenir un gran èxit, fou recomanada i tingué aprenents dels dos gèneres.